# Kirberg & Hüls
Kirberg & Hüls war von 1840 bis 1971 eine Maschinenbaufabrik und Eisengießerei in Hilden

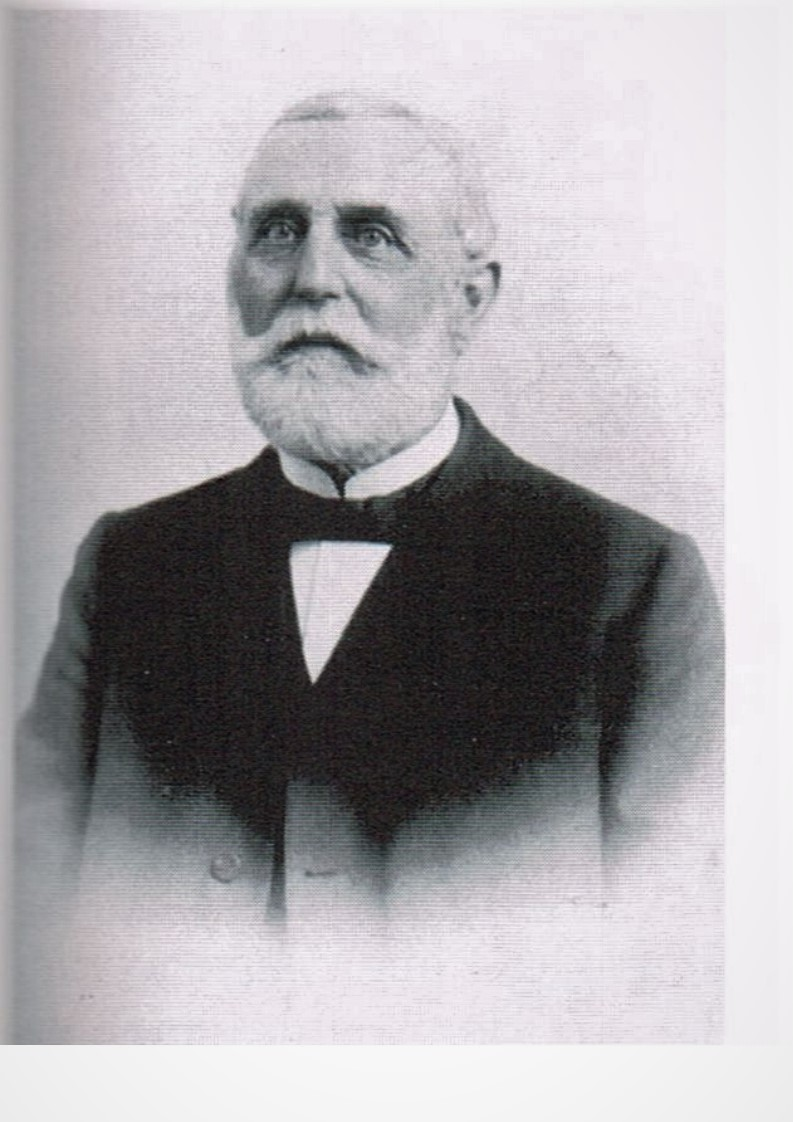
Altersbild Friedrich Kirberg (1828–1914)

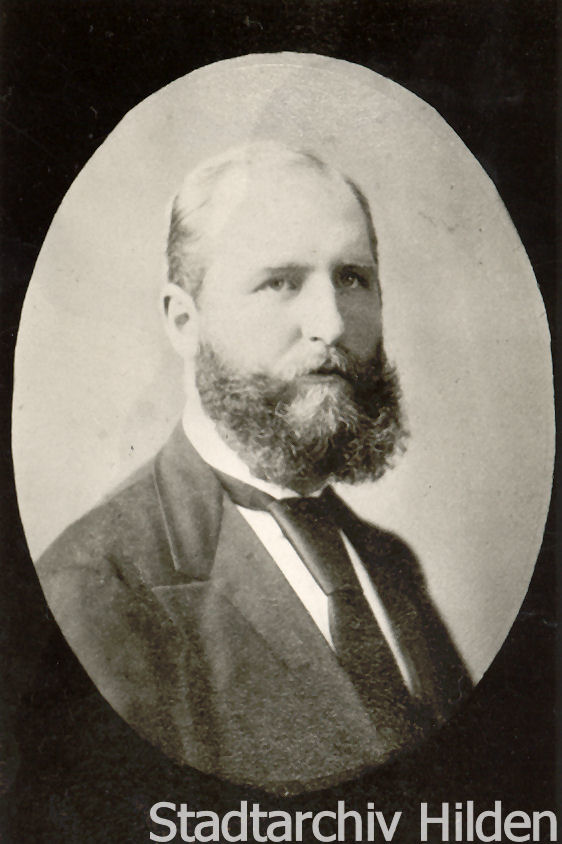
August Julius Hüls (1842–1904)

## Klinkhaus
Johann Peter Kirberg hatte am 28. August 1776 von dem Schöffen Johann Peter Christoph Kemperdick (* 1754 in Hilden; † 1795 ebenda) in Hilden in der Schwanenstraße 18 das Klinkhaus gekauft. Es lag gegenüber dem Haus auf der Bech. Sein Sohn Kaspar Kirberg (* September 1781 in Hilden; † 1849 ebenda) errichtete dort 1820 eine Drechslerwerkstatt. Als gelernter Drechslermeister betrieb Kaspar Kirberg eine mechanische Werkstatt, in der mechanische Handwebstühle gefertigt oder repariert wurden.

## Die Ära Friedrich Kirberg (Senior, 1840 bis 1885)

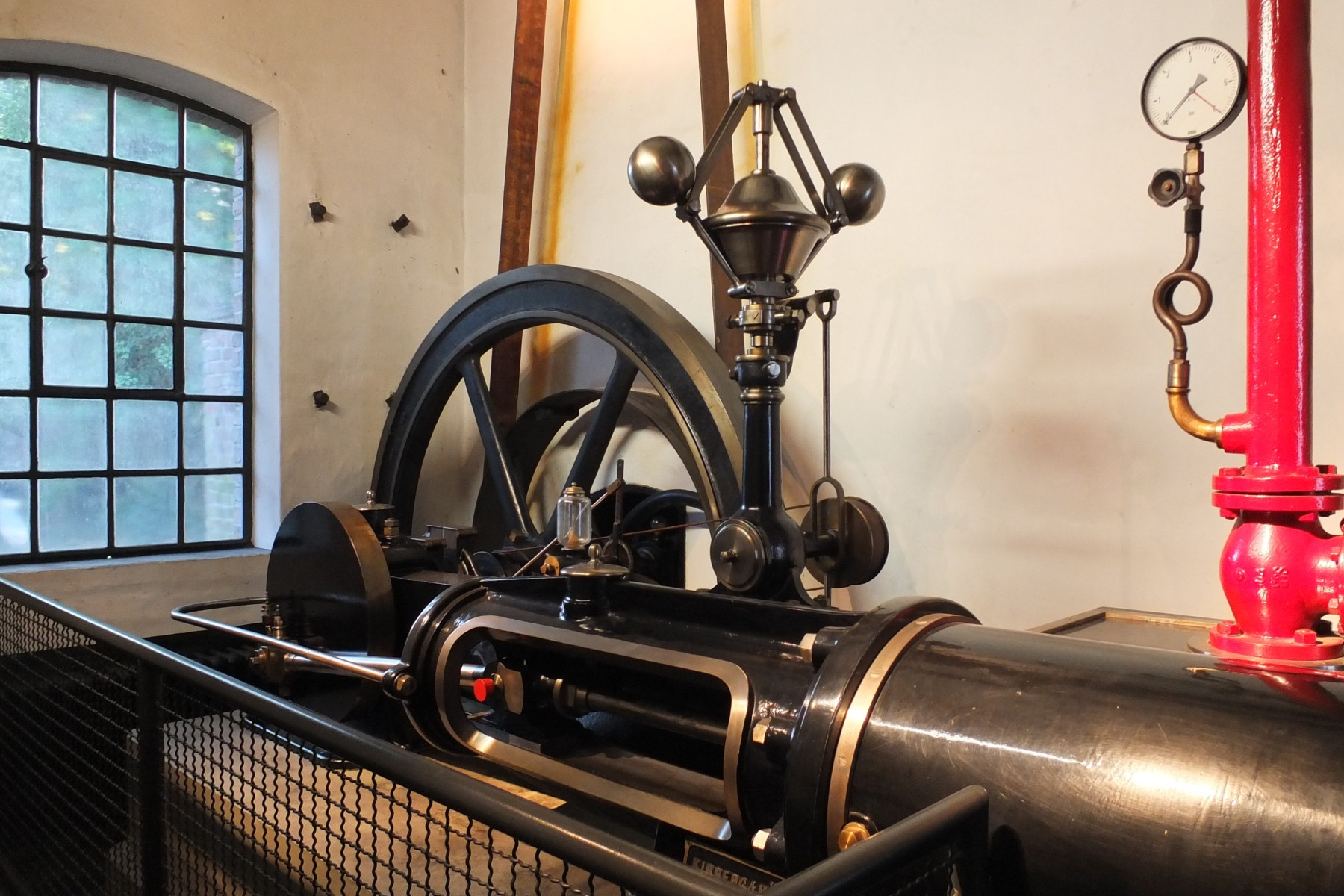
Dampfmaschine von Kirberg & Hüls von 1876, Nr. 76

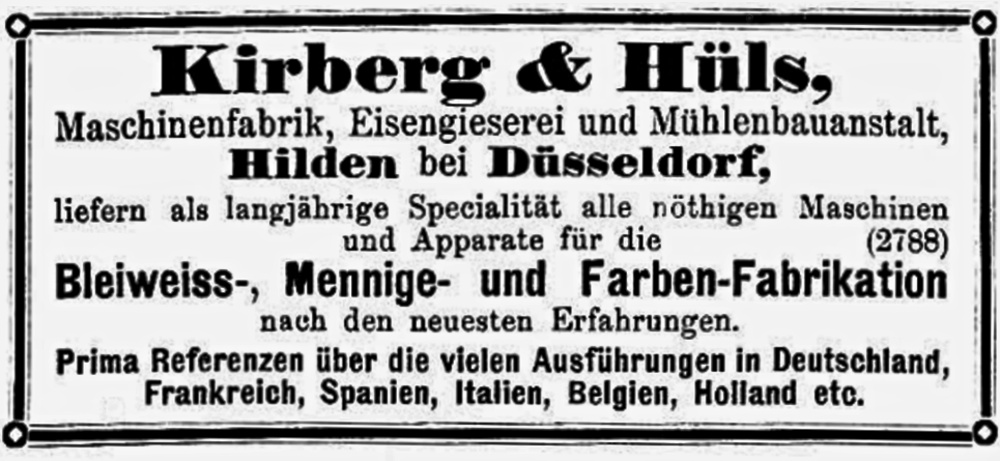
Anzeige in der Chemiker-Zeitung, 1886

Friedrich Kirberg (Senior, getauft 20. August 1824; † 28. Februar 1914 in Hilden) wurde als Sohn von Kaspar Kirberg († 1850) und der Anna Margareta Volmer geboren. Er lernte zunächst im elterlichen Betrieb und war als sechzehnjähriger ausgebildeter Drechsler. Er interessierte sich für die Metallverarbeitung und erlernte zusätzlich das Schlosserhandwerk. Nach dem Tod des Vaters übernahm der junge Kirberg das Geschäft und stellte den Betrieb auf mechanisierte Metallbearbeitung um.
Er gründete 1840 die erste Maschinenfabrik in Hilden. Er erhielt am 11. November 1850 die Konzessionierung für eine Dampfmaschine mit 4 PS für die mechanische Werkstatt und zum Antrieb einer Schleifanlage. Zeitgleich wurde die Steinbrücke der Schwanenstraße über die Itter gebaut. An der Brücke wurde im November 1852 eine der ersten Öllampen als Straßenbeleuchtung in Hilden aufgestellt.
Kirberg war schon 1859 in der Lage, mit einem Kupolofen eine Eisengießerei einzurichten.
Er verarbeitete 5000 Zentner englisches Roheisen von einem Lager in Ruhrort und das Walzeisen aus dem Inland. Seine Waren setzte die Firma in der Rheinprovinz und Westfalen ab.
Im Laufe des Jahres 1860 stieg die Zahl der Arbeiter bei Kirberg von 41 auf 80 an.
Julius Hüls (* 17. Juni 1842 in Blankenheim (Eifel); † 4. Juni 1904 in Duisburg) zog 1861 nach Hilden. Er wurde als „Associé“ der kaufmännische Leiter der Kirberg & Hüls Maschinenfabrik & Eisengießerei. Die Firma stellte Dampfkessel, Dampfmaschinen und Maschinenteile sowie Bandsägemaschinen, Hobel- und Fräsmaschinen für die Holzbearbeitung her.
Neben seinem unternehmerischen Engagement für die Firma war Friedrich Kirberg (Senior) von 1874 bis 1900 Stadtverordneter im Rat der Stadt Hilden und von 1891 bis 1900 nahm er das Amt des Dritten unbesoldeten Beigeordneten ein.

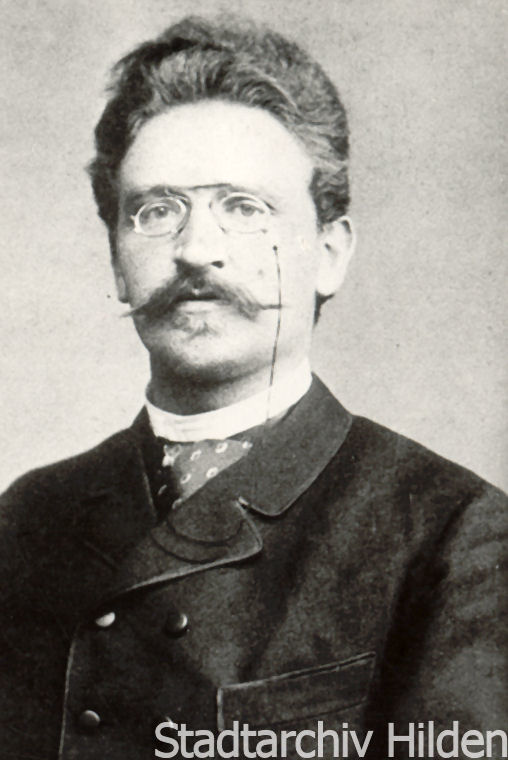
Hermann Kirberg (* 1856)

In den Jahren 1875 bis 1893 musste Kirberg & Hüls mehrere Krisen durchleben. Ende 1875 musste die Firma aufgrund einer allgemeinen Wirtschaftskrise in der Eisenindustrie den Betrieb auf Kurzarbeit umstellen. Friedrich Kirberg (Senior) übergab am 1. September 1885 das Geschäft an seine beiden Söhne, den Kaufmann Friedrich Kirberg (Junior, genannt Fritz, * 1854) und den Ingenieur Hermann Kirberg (* 1856). Die nahm Julius Hüls zum Anlass und schied aus der Firma aus. Julius Hüls siedelte 1887 nach Bonn, später nach Duisburg über.

## Die Ära Friedrich Kirberg (Junior) und Hermann Kirberg (1885 bis 1908)

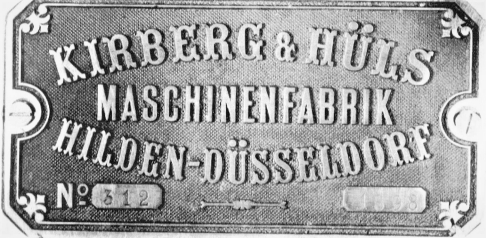
Maschinenschild einer im Jahre 1898 von Kirberg und Hüls an die Firma Franzen & Söhne in Wald (Solingen) gelieferten Dampfmaschine No 312, die bis 1959 in Betrieb war

Aus Konzessionsakten ist bekannt, dass mehrere Dampfkessel mit Dampfmaschinen in Hildener Firmen aus der Werkstatt von Kirberg & Hüls stammten. In Hilden im Wilhelm-Fabry-Museum, ehemals Kornbrennerei Vogelsang, ist noch eine funktionsfähige, liegende Einkolben-Fliehkraftregler-Dampfmaschine, gebaut von der Firma Kirberg & Hüls im Jahr 1876 mit der Fabrik-Nummer 76, zu besichtigen. Sie ist die älteste erhaltene Dampfmaschine im Rheinland. Die Dampfmaschine trieb bis 1979 über einen Transmissionanlage den Sackaufzug, die Kornreinigungsanlage, den Elevator, die Schrotmühle, die Transportschnecke, das Rührwerk im Maischbottich und auf die Süßmaischpumpe an.
Die neuen Inhaber erweiterten die Produktionspalette durch ganze Transmissionsanlagen, Pumpen und Maschinen zur Farbstoffherstellung.
Am 22. Januar 1899 erfolgte die Erteilung des Patents D.R.P. 107 468 auf eine Packmaschine für staub- oder pulverförmige Waren.
Die Mitarbeiterzahl stieg bis 1900 auf 110 Personen. Der Absatzmarkt war jetzt ganz Europa und Amerika.
Auf der großen internationalen Industrieausstellung in Düsseldorfer Ausstellung im Jahre 1902 lieferte eine von Kirberg & Hüls gefertigte Dampfmaschine mit Generator den gesamten Strom.

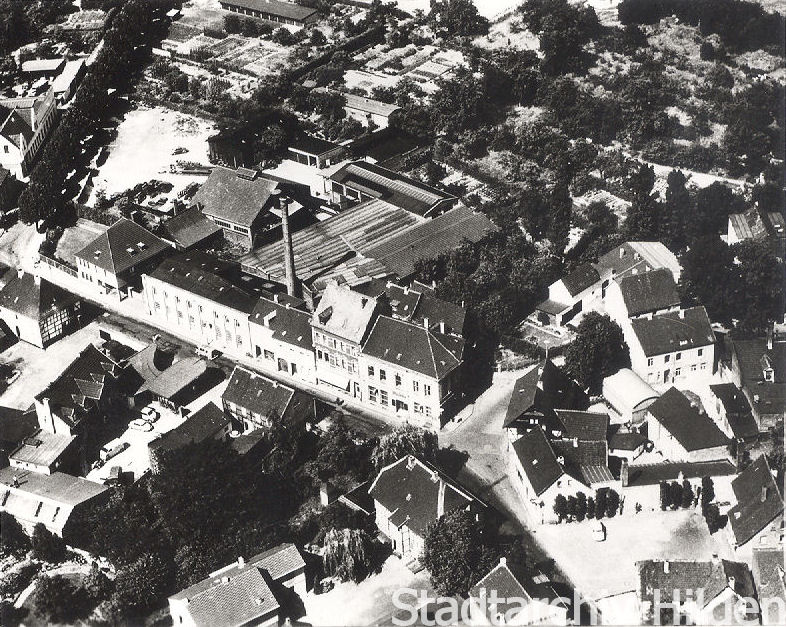
Kirberg & Hüls, Luftaufnahme 1951

Kirberg & Hüls, Hilden, Schwanenstraße 28

## Ära Richard Wahle (1908 bis 1938)
Im Jahre 1908 verkaufte Friedrich Kirberg (Junior) die Firma an den Ingenieur Richard Wahle (* 31. Mai 1863 in Prag; † 6. Januar 1939 in Hilden) und an seine Frau Helene Wahle geb. Kuh (* 19. Oktober 1872 in Prag; † 23. Juni 1942 im Ghetto Litzmannstadt).
Der neue Inhaber hielt an dem Namen Kirberg & Hüls fest, ein Indiz dafür, dass Kirberg & Hüls schon eine erfolgreiche Marke darstellte.
Zu Beginn des Ersten Weltkrieges stellte am 30. September 1914 die Maschinenfabrik Kirberg & Hüls ihren Betrieb ein. Sie öffnete erst nach dem Krieg wieder.
Die Eigentümer Richard und Helene Wahle erhielten 1919 die Einbürgerung. Sie gehörten zum gehobenen Bürgertum der Stadt und engagierten sich in vielfältiger Weise. Helene Wahle erhielt 1920 das „Verdienstkreuz für Kriegshilfe“.
In der Zeit des Nationalsozialismus profitierte die Firma durch den anfänglichen Wirtschaftsaufschwung. Die Firma erweiterte 1934 durch Angliederung einer Elektroschweißerei.
Im Jahr 1934 wurde der jüdischen Eigentümerfamilie Wahle die deutsche Staatsbürgerschaft wieder aberkannt. Nach einem Beschwerdeverfahren beim preußischen Innenministerium wurde die Aberkennung wegen des Alters von Wahle und seiner Verdienste um den Betrieb widerrufen.

### Auszug aus der Arbeitsordnung der Firma Kirberg & Hüls von 1911
Eine Geldstrafe bis zur Hälfte seines durchschnittlichen Tagesverdienst erhält:
1. Wer sich gegenüber Vorgesetzte ungebührlich beträgt.
2. Wer Streitigkeiten veranlasst oder sich zu Tätlichkeiten hinreißen lässt.
3. Wer an Maschinen oder an den zur Heizung, Beleuchtung, Kraftübertragung usw. getroffenen Einrichtungen eigenmächtig etwas abändert.
4. Wer in der Fabrik in betrunkenem Zustand angetroffen wird.
5. Wer die Unfallverhütungsvorschriften der Rheinisch-Westfälischen-Maschinenbau und Kleineisen-Industrie-Berufsgenossenschaft nicht beachtet, insbesondere an in Gang befindlichen Transmissionen arbeitet, ohne die vorschriftsmäßige Verlangsamung oder Abstellung des Ganges abzuwarten.
6. Wer in Angelegenheiten, welche die Arbeit oder die Krankenkasse betreffen, wissentlich die Unwahrheit sagt.
7. Wer andere in der Arbeit stört.
8. Wer vor der festgesetzten Zeit oder nach Beginn der Arbeit ohne Erlaubnis die Fabrik verlässt.
9. Wer gegen die Ordnungsvorschriften verstößt.
10. Wer, sei es ein Lohn- oder Stückarbeiter, zu spät kommt, erhält eine Strafe von 10 Pfennig. Wenn die Versäumnisse mehr als eine halbe Stunde beträgt, sind 20 Pfennig Strafe zu zahlen. Einmaliges Zuspätkommen von nicht mehr als 10 Minuten innerhalb einer Lohnperiode bleibt unbestraft.
11. Wer ohne Entschuldigung, welche innerhalb von 24 Stunden beim Werkmeister schriftlich oder mündlich einzureichen ist, einen halben oder ganzen Tag fehlt, wird zum ersten Mal mit 50 Pfennig, zum zweiten Mal in derselben Lohnperiode mit 1 Mark bestraft.

Hilden, den 26 Mai 1911
Kirberg & Hüls, Inhaber: Richard Wahle
Geprüft: Hilden den 10. Juni 1911
Die Polizei-Verwaltung
Der Bürgermeister: Heitland

## Ära Giesen (1938 bis 1971)
Im Rahmen der Arisierung von Betrieben wurde Kirberg & Hüls am 1. September 1938 von dem ehemaligen Prokuristen Anton Giesen (* 1. Mai 1882; † 4. September 1968) übernommen, der sie unter dem Firmennamen Kirberg & Hüls Inhaber A. Giesen, Maschinenfabrik & Eisengießerei  fortführte.
Mit 50 Personen betrieben sie und erweiterten die Eisengießerei, die Modelltischlerei, die mechanische Werkstatt und die Elektroschweißerei.
Richard Wahle starb 1939. Seine Frau Helene Wahle wurde von Düsseldorf in das Ghetto Litzmannstadt (Lodz) deportiert, und ihr Vermögen aus dem Zwangsverkauf der Firma Kirberg & Hüls fiel ans Reich.
Während des Zweiten Weltkrieges hatte Kirberg & Hüls keine größeren Kriegsschäden zu beklagen, so dass unmittelbar nach Kriegsende weiterproduziert werden konnte.
Sie erhielt von der britischen Militärregierung 1945 ein vorläufiges „Permit“ zur Herstellung von Mühlen für Getreide, Gewürze, Farben, von Maschinen für die Holz-, Eisen- und Hüttenindustrie sowie von Grauguss bis zu einem Stückgewicht von 5 Tonnen in ihrem Kupolofen. Er ist ein schachtförmiger Umschmelzofen zum Erschmelzen des Gusseisens aus Roheisen und Schrott in Gießereien.
Für das Jahr 1946 erhielt Kirberg & Hüls keine „Permit“ zur Herstellung von Maschinen.
In der Zeit von 1947 bis 1950 wurden in erster Linie Bandsägemaschinen, Hobel- und Fräsmaschinen für die Holzbearbeitung produziert.
In den darauffolgenden Jahren kam auch die Herstellung von Großanlagen für die chemische Industrie hinzu.
Trotz eines relativ breitgefächerten Angebotes an Erzeugnissen (Graugussstücke bis 5000 kg, Industrieofenguss und Maschinenguss aus der Abteilung Gießerei: Walzwerks- und Adjustageanlagen für die Hüttenindustrie, Schweißkonstruktionen, Einzelbearbeitung von Maschinenteilen; Drehteile, Hobelteile, Bohrmaßarbeiten, Bund und Flächenschliff aus der Abteilung Maschinenfabrik) war das Unternehmen dem Wettbewerb in der metallverarbeitenden Branche nicht mehr gewachsen. Die Fabrik Kirberg & Hüls stellte am 30. September 1971 den Betrieb endgültig ein.

## Neuzeit
Heute steht auf dem Gelände auf dem Nové-Město-Platz 3 die Stadtbibliothek Hilden. Ihr wurde 2016 der Preis Bibliothek des Jahres verliehen.